# Susan Brantley
Susan Louise Brantley (* 11. August 1958 in Winter Park, Florida) ist eine US-amerikanische Geochemikerin.

## Leben und Werk
Brantley studierte Chemie an der Princeton University mit dem Bachelor-Abschluss 1980, dem Master-Abschluss 1983 und der Promotion in Geologie und Geophysik 1987. Dazwischen war sie 1980/81 als Fulbright Scholar in Peru. Ab 1986 lehrte sie an der Pennsylvania State University. 1998 wurde sie dort Direktorin des Center for Environmental Chemistry and Geochemistry. Sie ist Dr. Hubert Barnes and Dr. Mary Barnes Professor und Direktorin des Earth and Environmental Systems Institute (EESI).
1995 war sie Gastwissenschaftlerin am US Geological Survey und der Stanford University.
Sie befasst sich mit Hydrogeochemie und Biogeochemie. Sie untersuchte unter anderem die chemischen Prozesse der Verwitterung von Feldspaten und anderen Mineralien und den Einfluss von Bakterien darauf. Außerdem forscht sie zur Hydrogeochemie aktiver Vulkane z. B. in Costa Rica mit dem Säuresee Laguna Caliente am Vulkan Poás und den Kohlendioxid-Fluss von Geysiren im Yellowstone Park und von Vulkanen. Sie untersuchte auch den Umwelteinfluss von Schiefergas und radioaktivem Abfall.
1987 erhielt sie einen Presidential Young Investigator Award und 1988 war sie Packard Fellow. 2011 erhielt sie die Arthur L. Day Medal, 2016 die Wollaston Medal, 2017 die Geochemistry Division Medal der American Chemical Society,  2018 die Urey Medal der European Association for Geochemistry und 2019 den Robert Garrels Award der Geobiology Society. Sie ist Ehrendoktorin der Universität Toulouse III und der Universität Lausanne. Sie ist Mitglied der National Academy of Sciences, der American Academy of Arts and Sciences und der National Academy of Engineering. Sie ist Fellow der American Geophysical Union, der Geological Society of America, der Geochemical Society, der European Association of Geochemistry und der International Association of Geochemistry.

## Schriften (Auswahl)
- mit Arthur F. White (Hrsg.): Chemical weathering rates of silicate minerals, Reviews in Mineralogy 31, Mineralogical Society of America 1995
- mit M. A. Velbel (Hrsg.): Geochemical kinetics of mineral-water reactions in the field and in the lab, Chemical Geology, Band 105, 1993, Hefte 1 bis 3
- mit James Kubicki, Art White: Kinetics of water-rock interaction, Springer 2008